# Jo Ann Robinson
Jo Ann Gibson Robinson (Culloden, 17 aprile 1912 – Los Angeles, 29 agosto 1992) è stata un'attivista statunitense per i diritti civili degli afroamericani ed un'insegnante a Montgomery, in Alabama.
Nata presso Culloden, Georgia, il 17 aprile 1912, Jo era la più giovane di dodici figli. Frequentò il Fort Valley State College e successivamente divenne un insegnante in una scuola pubblica di Macon, dove si sposò con Wilbur Robinson e con il quale convisse per un breve periodo. Cinque anni dopo si trasferì ad Atlanta, dove ottenne un master in inglese alla Atlanta University. Dopo aver insegnato in Texas accettò una cattedra all'Alabama State College di Montgomery. Lì si unì al Women's Political Council, che Mary Fair Burks aveva fondato appena tre anni prima. Nel 1949, la Robinson fu verbalmente attaccata da un autista per essersi seduta sui sedili riservati ai bianchi. Il suo gesto fu un pretesto per cominciare un boicottaggio. Tuttavia, dopo essersi confrontata con altre compagne del Women's Political Council, raccontando la sua storia e la sua proposta, le fu detto che "a Montgomery era una questione di vita o di morte" e le amiche finirono con il dissuaderla dall'intento. Negli anni Cinquanta, prese il posto di Burks come presidentessa del WPC ed aiutò i membri con i loro sforzi di resistere agli abusi sugli autobus. La Robinson fece da portavoce e criticò aspramente il trattamento riservato agli afroamericani sui mezzi pubblici. Nello stesso periodo era anche attiva nella Dexter Avenue Baptist Church.
Il Women's Political Council aveva più volte sporto reclamo alla Montgomery City Commission riguardo agli autisti e alla segregazione razziale. Dietro insistenze, ottenne alcune concessioni, tra cui quella di avere delle fermate in ogni angolo dei quartieri, proprio come succedeva per le aree dei bianchi.
Dopo il caso Brown v. Board of Education, la Robinson informò il sindaco della città che presto si sarebbe giunti ad un boicottaggio ed infine ci fu l'arresto di Rosa Parks. La Robinson e il WPC ne approfittarono per avviare il boicottaggio degli autobus di Montgomery.

## Boicottaggio degli autobus di Montgomery
Giovedì 1º dicembre 1955, Rosa Parks fu arrestata per essersi rifiutata di cedere il suo posto ad un bianco rimasto in piedi. Quella notte, con il permesso di Rosa Parks, la Robinson rimase sveglia a stampare 52500 volantini in ciclostile per radunare i partecipanti al boicottaggio. L'operazione inizialmente fu organizzata per il lunedì seguente. Distribuì i volantini all'incontro del venerdì pomeriggio del clero AME Zionist ed il reverendo L. Roy Bennett chiese ad altre congregazioni religiose di invitare i propri fedeli a prendere parte al boicottaggio. La Robinson, il reverendo Ralph David Abernathy, due studenti delle scuole superiori ed altri membri del WPC distribuirono volantini nelle scuole nello stesso pomeriggio.
Dopo il successo del boicottaggio in un solo giorno, i cittadini afroamericani decisero di continuare e stabilirono la Montgomery Improvement Association, con l'intendo di incanalare gli sforzi congiunti di tutte le comunità per poter migliorare la vita degli afroamericani. Martin Luther King fu eletto presidente. Jo Robinson non entrò mai a far parte del gruppo. Rifiutò una posizione ufficiale perché doveva continuare col suo lavoro di insegnante all'Alabama State. Si occupò comunque della newsletter e di alcune organizzazioni. Per proteggere il suo impiego all'Alabama State College e per evitare che i colleghi che la sostenevano subissero ripercussioni per causa sua, la Robinson di proposito si tenne lontano dai riflettori anche se era spesso dietro le quinte di molti eventi targati M.I.A. Segretamente, aiutò il WPC e la MIA con il boicottaggio.

## Dopo il boicottaggio
La Robinson fu presa di mira da numerosi atti di intimidazione. Nel febbraio 1956, un ufficiale della polizia locale lanciò una pietra al vetro della sua finestra. Due settimane dopo, un altro ufficiale versò dell'acido sulla sua macchina. A quel punto, il governatore dell'Alabama ordinò alla polizia statale di tenere d'occhio le case dei leader del boicottaggio. Nonostante tutto, il boicottaggio durò oltre un anno (381 giorni) e la compagnia dei trasporti non voleva cedere a nessuna trattativa. Dopo un sit-in studentesco nei primi anni Sessanta, la Robinson ed altri insegnanti firmarono le dimissioni dall'Alabama State. La Robinson lasciò anche Montgomery per trasferirsi in Louisiana per un anno e poi a Los Angeles, insegnando inglese nelle scuole pubbliche. In California, continuò ad essere attiva nelle organizzazioni femministe. Nel 1976 andò in pensione.
Jo Ann Robinson morì nel 1992. Le sue memorie sono raccolte in The Montgomery Bus Boycott and the Women Who Started It, edito da David J. Garrow e pubblicato nel 1987 dalla University of Tennessee Press.